# Segula Technologies
Segula Technologies est un groupe d’ingénierie français qui compte 15 000 salariés dans 30 pays. SEGULA Technologies mène des projets allant des études jusqu’à l’industrialisation, et la production.
Segula Technologies travaille sur des innovations technologiques, comme la voiture autonome, l’avion électrique et le stockage d’énergie sous-marine.

## Métiers et domaines d'activités
Segula travaille au service de grands clients industriels. Elle conçoit les produits futurs des secteurs automobiles, aéronautique, ferroviaires, naval, énergie et Oil & Gas,,.
L’entreprise intervient en ingénierie (produits, process, conseil), notamment dans le secteur automobile, en aéronautique, et dans le domaine de l'énergie,. Elle a également une activité de production industrielle avec des usines en France et au Maroc : à Marseille (fabrication de pièces pour les cellules d’hélicoptère), à Albert dans la Somme, à Saint-Nazaire, à Toulouse (cartes électroniques et pièces mécaniques), à Poisy en Haute-Savoie (métrologie et contrôle non destructif), et à Casablanca au Maroc,.
SEGULA Technologies recrute chaque année plusieurs milliers d’ingénieurs à travers le monde.

## Gouvernance et structuration de l'entreprise
Le siège social de l'entreprise est situé à Courbevoie.
L’entreprise compte environ 15 000 salariés dans 30 pays (France, Belgique, Espagne, Italie, Portugal, Allemagne, Pays-Bas, Suède, Royaume-Uni, Russie, Slovaquie, Roumanie, Tunisie, Maroc, USA, Canada, Mexique, Brésil, Argentine, Congo, Gabon, Inde, Turquie, Israël, Chine, Australie, Autriche).
En France, les agences sont basées à Nanterre, Trappes, Toulouse, Strasbourg, Lyon, Nantes, Grenoble, Bordeaux, Mulhouse, Montoir de Bretagne, Montbéliard, Annecy, Rennes, Bruz, Metz, Valenciennes, Reims, Cléon, Cherbourg, Caen, Clermont-Ferrand, Aytré, Fos-sur-Mer, La Motte-Servolex, Le Havre.